# Ceca i Futa band (videokaseta)
Beograjska založbena hiša Lucky sound je v letu 1994 objavila četrto videokaseto srbske pevke narodno-zabavne glasbe, Svetlane Ražnatović - Cece.
Na videokaseti je pet videospotov z glasbenega albuma Ja još spavam, in sicer videospoti za pesmi Ne računaj na mene, Neću da budem ko mašina, Vazduh koji dišem in Ko nekad u 8 in Volela sam te ter trije posnetki iz televizijskih nastop za pesmi Ja još spavam, Devojko veštice in Kuda idu ostavljene devojke.  Na videokaseti se, kot posebna glasbena gostja, pojavlja tudi srbska pevka Mira Škorić. 
Vsi videospoti skupaj s posnetki televizijskih nastopov so dostopni na pevkinem YouTube profilu.   

## Seznam videospotov
| Št.             | Naslov                                  | Besedilo          | Glasba               | Dolžina |
| --------------- | --------------------------------------- | ----------------- | -------------------- | ------- |
| 1.              | „Ja još spavam u tvojoj majici‟         | Marina Tucaković  | Tradicional Grčka    | 3:40    |
| 2.              | „Devojko veštice‟                       | M.Tucaković       | Aleksandar Radulović | 3:10    |
| 3.              | „Vazduh koji dišem‟                     | Marina Tucaković  | A. Radulović         | 3:05    |
| 4.              | „Volela sam te‟                         | Milić Vukašinović | M. Vukašinović       | 3:45    |
| 5.              | „Ne računaj na mene (duet Mira Škorić)‟ | M. Tucaković      | A. Radulović         | 3:10    |
| 6.              | „Neću da budem ko mašina‟               | M. Tucaković      | A. Radulović         | 3:10    |
| 7.              | „Ko nekad u 8‟                          | M.Tucaković       | A. Radulović         | 3:15    |
| 8.              | „Kuda idu ostavljene devojke‟           | M. Tucaković      | A. Radulović         | 3:45    |
| Skupna dolžina: | Skupna dolžina:                         | Skupna dolžina:   | Skupna dolžina:      | 27:22   |

## Zgodovina objave videokasete
| Država      | Datum | Založba     | Oblika            |
| ----------- | ----- | ----------- | ----------------- |
| Jugoslavija | 1994  | Lucky sound | VHS - PAL - COLOR |

## Ostale informacije
- Glasbeni urednik: Aleksandar Kostić
- Glavni in odgovorni urednik: Veljko Vladović
- Video produkcija: Videovizija
- Režiser: Darko Kamarit
- Producent: Aleksandar Radulović Futa
- Ne računaj na mene - duet Mira Škorić
- Priprava in programiranje - studio Lucky sound
- Sihronizacija: Studio Oxigen
- Mix in post produkcija: Digital mastering studio Laza Ristovski
- Zvok: Srđan Čolić
- Računalniško oblikovanje: Line of Design
- Styling: Miss Goga
- Hair: Salon Ljilja
- Make up: Tatjana Kesić
- Fotografija: Dejan Milićević
- Oblikovanje naslovnice: Dejan Milićević
- Zap. štev. videokasete: VCA 005

SOKOJ/SUMAJ